# Gyrotoma pyramidata
Gyrotoma pyramidata är en snäckart som först beskrevs av Robert James Shuttleworth 1845.  Gyrotoma pyramidata ingår i släktet Gyrotoma och familjen Pleuroceridae. IUCN kategoriserar arten globalt som utdöd. Inga underarter finns listade i Catalogue of Life.